# デブラ・バーガー
デブラ・バーガー（Debra Berger、1957年3月17日 - ）は、アメリカ合衆国の女優、アーティスト、デザイナーである。デビー・バーガー(Debby Berger)、デボラ・バーガー(Deborah Berger)ともクレジットされる。

## 生涯
バーガーの父は俳優のウィリアム・バーガーである。母マージョリーはウィリアム・バーガーの最初の妻であり、義妹（父の再婚相手の連れ子）に女優のカチャ・バーガーがいる。
1974年のマルセル・カルネ監督のLa Merveilleuse Visiteで主要な役を務めた。

## 私生活
バーガーは、イタリア貴族の第9代チェルヴェーテリ公爵アレッサンドロ・ルスポリと関係を持ち（正式な婚姻関係にはない）、以下の2人の子供をもうけた。
- タオ・ラスポリ（英語版）（1975年 - ） - 女優のオリヴィア・ワイルドと2003年に結婚したが、2011年に離婚した。
- バルトロメオ・ラスポリ（1978年 - ） - ジョン・ポール・ゲティ・ジュニアの娘アイリーン・ゲティと2004年に結婚した。タオが制作した2002年のドキュメンタリー映画"Just Say Know"に母とともに出演している。

## 出演作品
- 『ハワイ5-0』 Hawaii Five-O（1974年）
- La Merveilleuse Visite（1974年）
- Terminal（1974年）
- 『ローズバッド（英語版）』 Rosebud（1975年）
- Parapsycho – Spectrum of Fear（1975年） - 父と共演
- Born for Hell（1976年）
- Emanuelle in Bangkok（1976年）
- Una devastante voglia di vincere（1977年）
- 『地獄のバスターズ』 The Inglorious Bastards（1978年）
- 『ナナ（英語版）』 Nana, the True Key of Pleasure（1982年） - 主演
- 『ハイスクール殺戮クラブ（英語版）』 Dangerously Close（1986年）
- 『スペースインベーダー』Invaders from Mars（1986年）
- 『白馬物語/勝利のゴール（英語版）』 Lightning, the White Stallion（1986年）
- 『デス・ポイント/非情の罠』 52 Pick-Up（1986年）
- Just Say Know（2002年） - 本人役